# Cynoglossus nigropinnatus
Cynoglossus nigropinnatus är en fiskart som beskrevs av Ochiai, 1963. Cynoglossus nigropinnatus ingår i släktet Cynoglossus och familjen Cynoglossidae. Inga underarter finns listade i Catalogue of Life.